# Astragalus demetrii
Astragalus demetrii är en ärtväxtart som beskrevs av Charadze. Astragalus demetrii ingår i släktet vedlar, och familjen ärtväxter. Inga underarter finns listade i Catalogue of Life.